# カワック
カワックとは大阪ガスのガス浴室暖房乾燥機のことである。
天井設置型と壁掛けタイプとパックインと脱衣暖房機があり、壁掛けタイプには換気ファン付と無しの2種類がある。カワックにはミストサウナ機能の付いたのがあり水野真紀や上戸彩のCMで知られる。
カワックのキャラクターにディック・ブルーナのライオンのキャラクターが使われた。関西ではブルーナのライオンのキャラクターが使用されたため時々名前を“カワック”と呼ぶ人が後を絶たなかったという。

## 大阪ガス・ショップ
大阪ガスのショップ店頭にブルーナのぬいぐるみが飾られてあり、ライオンの名前そのものが『カワック』と思われ、特に子供はライオンのぬいぐるみを見るなり『カワックのぬいぐるみ下さい』や『カワック下さい』というのが後を絶たず、大人でも普通に勘違いする人が多かったという。